# Софит (архитектура)

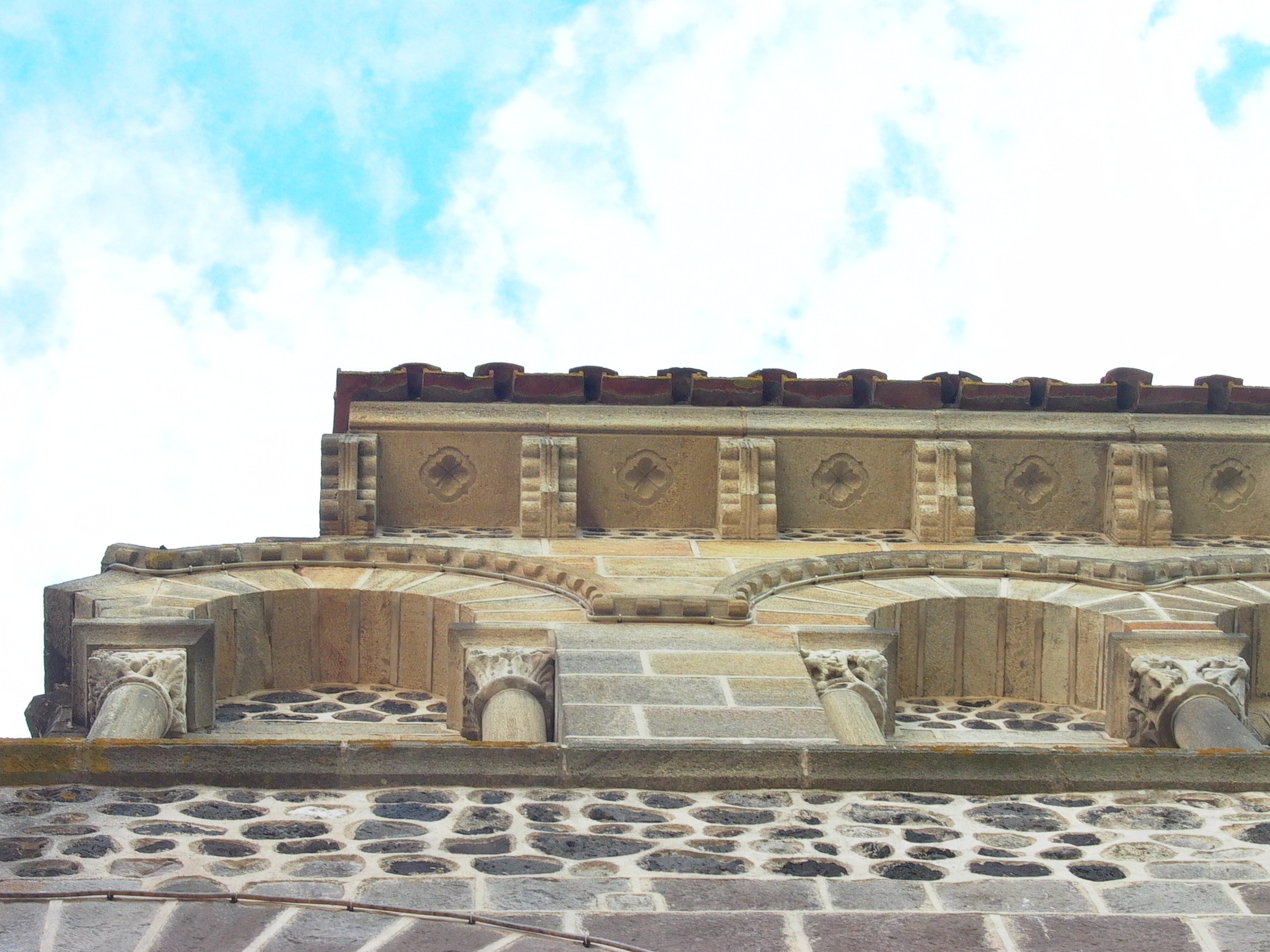
Софиты церкви аббатства Мозак (Франция)

Софи́т, соффи́т (итал. soffito, от лат. sub tictum — подшитый снизу) — в архитектуре — вид поверхности какой-либо формы снизу. В отличие от более общего понятия плафон софитом называют обращённую внутрь поверхность коробового свода, арки (интрадос), выносного карниза, имеющую декоративную обработку: рельеф, роспись, резьбу. Этимология термина указывает на происхождение декоративной обработки софитов от средневековых раннероманских «подшивных» деревянных потолков, прибитых гвоздями к потолочным балкам, скрывающих стропильную конструкцию кровли. Такие потолки в Италии называют «мёртвыми потолками» (soffitto morto).
В период кватроченто, раннего итальянского Возрождения, в частности, в архитектуре Тосканы, потолочные балки часто оставляли открытыми, но украшали росписью с позолотой, в основном растительными мотивами. Подшивные потолки оформляли лепниной или рельефной резьбой с позолотой, воспроизводящей кессоны, имеющие конструктивное происхождение. Углубления — квадратные ячейки «кессонированных софитов» (soffitto cassetta) — заполняли резьбой, росписью, обтягивали тканью или вызолоченной тиснёной кожей (гвадамасиле).

## Примеры использования декорированных софитов в истории архитектуры

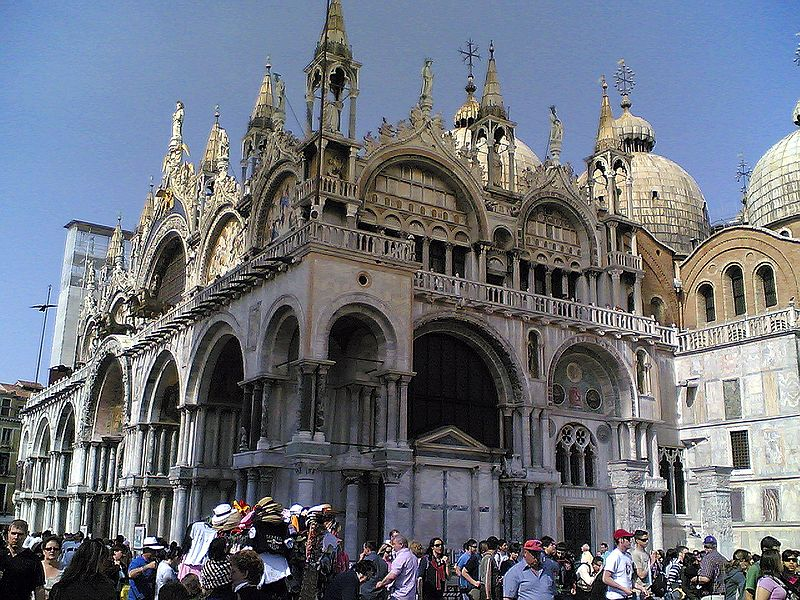
Собор Св. Марка, Венеция, Италия

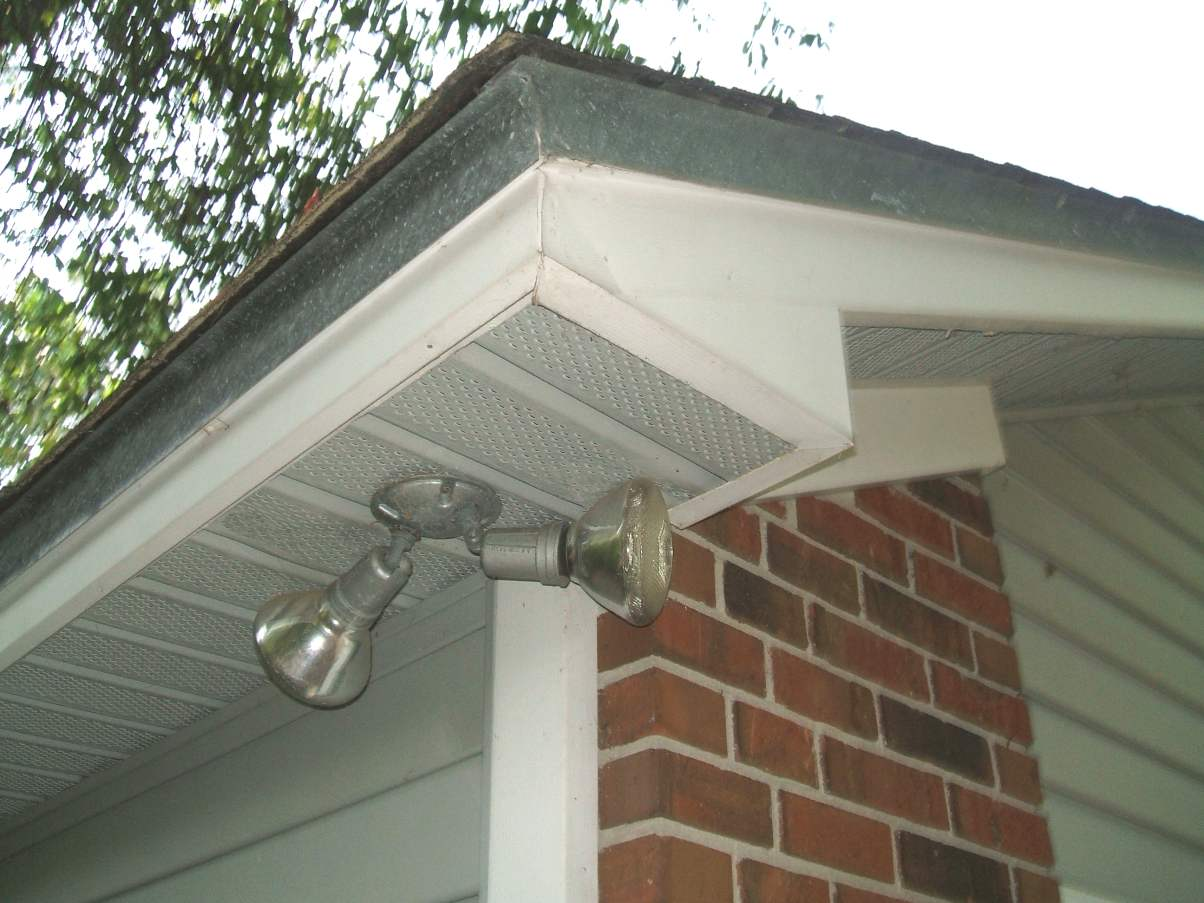
Софит на жилом доме, Северная Флорида, США

Кессонированные потолки в эпоху Возрождения использовали не только в храмах, но и в жилых интерьерах. Декорированные плафоны можно видеть в палаццо Медичи, Палаццо Питти Флоренции и в других городских дворцах Тосканы. Расцвет жанра перспективных живописных плафонов связан с распространением стиля барокко. Декоративное оформление интерьеров барочных дворцов превосходит убранство фасада, а живопись и скульптура буквально не оставляют свободного места. Художники декорируют не только стены и плафоны, но также своды, софиты, падуги. Интерьеры Большого дворца в Версале демонстрируют соединение декоративных элементов барокко и французского классицизма XVII века в так называемом Большом стиле. При этом во многих интерьерах дворца уделено особое внимание оформлению откосов оконных и дверных проёмов, десюдепортов и падуг.
В период модерна, в частности в искусстве «каталонского модернизма» в Испании, усилилось обращение художников к природным формам. Например, в столовой Висенса, оформленной по проекту Антонио Гауди, софиты потолочных балок украшены растительными гирляндами.